# ليليان هوفمايستر
ليليان هوفميستر (بالألمانية: Lilian Hofmeister)‏ (ولدت في 16 أكتوبر 1950) هي خبيرة نمساوية رائدة في مجال النهوض بحقوق المرأة، ووصول المرأة إلى العدالة، وعلى وجه الخصوص القضاء على التمييز ضد المرأة. عملت كقاضية في النمسا لأكثر من 30 عامًا  وعملت كقاضية بديلة في المحكمة الدستورية النمساوية منذ عام 1998. في 26 يونيو 2014، تم انتخاب القاضية هوفميستر كواحدة من 12 عضوًا في لجنة القضاء على جميع أشكال التمييز ضد المرأة (CEDAW) ، ليحل محل الأعضاء الذين تنتهي مدة عضويتهم لمدة أربع سنوات في نهاية عام 2014. تضم اللجنة 23 خبيراً مستقلاً، وهي تراقب تنفيذ اتفاقية الأمم المتحدة للقضاء على جميع أشكال التمييز ضد المرأة من قبل الدول الأطراف. من عام 1976 حتى عام 2010، عملت القاضية هوفميستر قاضية، خاصة في المحكمة التجارية في فيينا، حيث بدأت في التصدي بفعالية للتحديات المتعلقة بالتمييز ضد المرأة في الحياة اليومية وخاصة في وصولها إلى العدالة. في عام 1995، عملت كخبيرة قانونية وعضوة في الوفد النمساوي في المؤتمر العالمي الرابع المعني بالمرأة في بكين. من عام 1996 إلى عام 2003، شغلت السيدة هوفميستر منصب رئيسة الفريق العامل المعني بالمساواة في المعاملة (وزارة العدل النمساوية). في عام 1996، عملت القاضية هوفميستر كمقررة بشأن موضوع وصول المرأة إلى العدالة في إطار أنشطة مجلس أوروبا بشأن تعزيز المساواة بين المرأة والرجل. منذ عام 1997، وهي عضو مؤسس في اللجنة الوطنية النمساوية للمرأة التابعة للأمم المتحدة (UNIFEM الوطنية السابقة)، وهي واحدة من 17 منظمة غير حكومية وطنية تدعم مهمة هيئة الأمم المتحدة للمرأة في جميع أنحاء العالم من خلال مبادراتها للتوعية العامة حول قضايا المرأة العالمية.

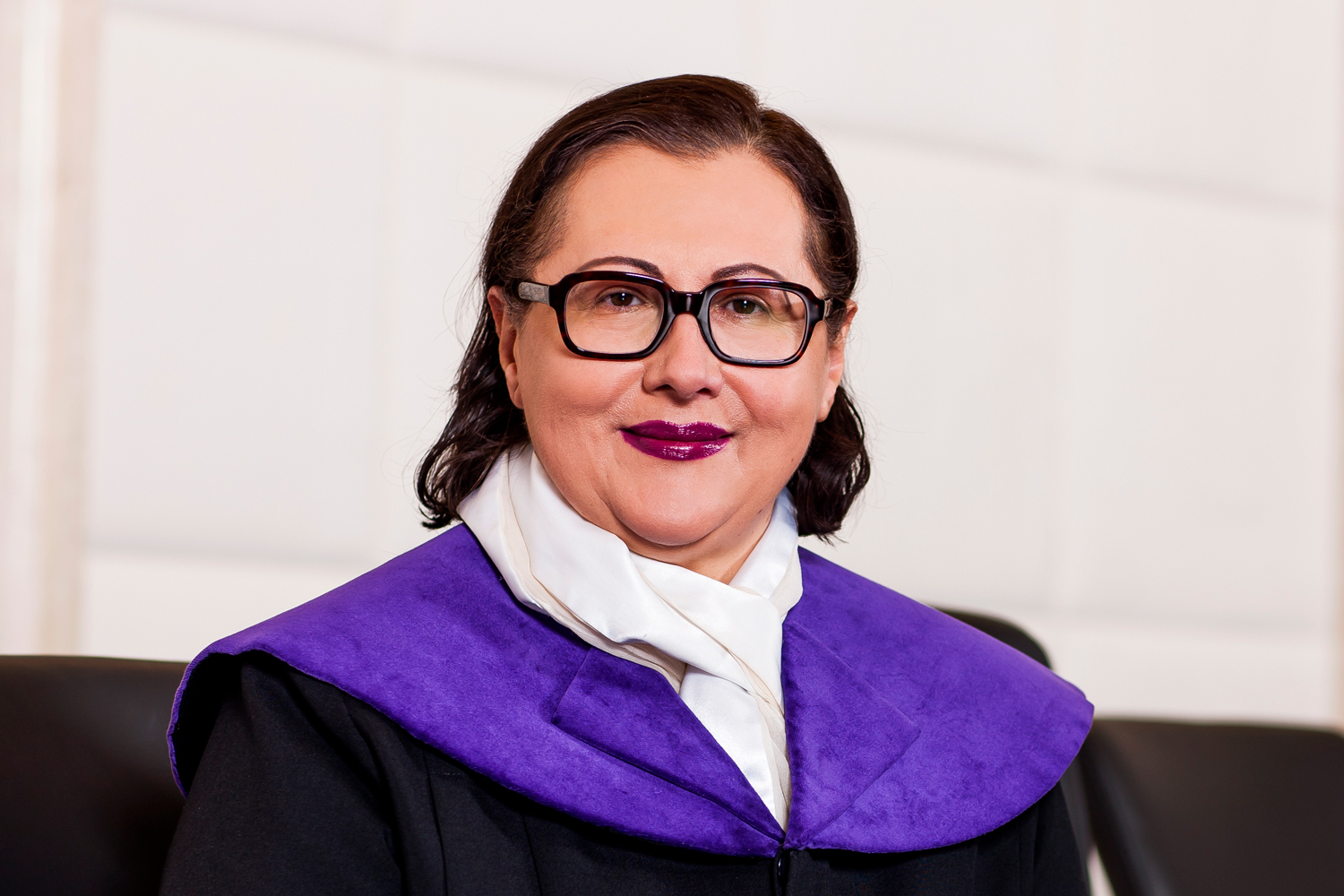
الدكتورة ليليان هوفمايستر، عضو بديل في المحكمة الدستورية النمساوية منذ عام 1998

```
جهودهم لجمع التبرعات.
[
9
]
 في عام 2010 و 2013 و 2014، كان القاضي هوفميستر عضوًا في الوفد النمساوي خلال الدورات السنوية للجنة الأمم المتحدة المعنية بوضع المرأة في نيويورك.
[
7
]
[
10
]
 منذ عام 1998، أصبحت رئيسة ومؤسّسة جمعية قضاة النساء النمساويات (AWJA)،
[
11
]
 وهي منظمة غير حكومية مكرسة للقضاة النمساويات مخصصة لمكافحة التمييز ضد المرأة وإطلاق برامج تثقيفية حول حقوق المرأة. من عام 2010 إلى عام 2012، كانت القاضية هوفميستر هي رئيسة الرابطة النمساوية من أجل وصول النساء إلى العدالة، وهي جمعية مستقلة تدعم شكاوى النساء في إجراءات المحاكم الهادفة إلى توضيح المسائل القانونية الموجهة للمرأة.
[
12
]
 وتحمل القاضية هوفميستر درجة الدكتوراه في القانون من جامعة 
فيينا
. بالإضافة إلى أنشطتها التعليمية حول موضوع 
حقوق المرأة
 
وحقوق الإنسان
 
والعدالة
 في العديد من المؤسسات الأكاديمية (مثل جامعة 
فيينا
، جامعة 
لينز
، معهد رينر، كلية روزا مايريدر)، نشرت عددًا من الأوراق العلمية حول 
حقوق الإنسان
 للمرأة. وصول المرأة إلى العدالة من منظور الممارس.
```

## الأعمال المختارة
- Hofmeister, Lilian (2013). Die kurze Geschichte der Juristinnen in der österreichischen Justiz (The short history of female jurists within the Austrian justice system), in: Pilgermair, Walter (ed.), Wandel der Justiz (Change within the justice system), Verlag Österreich: Vienna. ISBN 9783704665317 (Link)
- Hofmeister, Lilian (2004). 14 to 18 Year Olds as "Children" by Law? Reflections on Developments in National and European Law, in: Bullough, Vern L. and Graupner, Helmut (eds.), Adolescence, Sexuality, and the Criminal Law: Multidisciplinary Perspectives, The Haworth Press: New York, pp. 63–70, ISBN 978-0-7890-2781-8 (Link)
- Hofmeister, Lilian (1995). Women's Rights are Human Rights - Utopian Vision or (Realistic) Demand?, in: Publication of the Austrian Ministry of Women's Affairs and the Austrian Federal Chancellery, Vienna - Beijing - Vienna: World Conference on Women 1995.